# Versigny (Aisne)
 Versigny  es una población y comuna francesa, en la región de Picardía, departamento de Aisne, en el distrito de Laon y cantón de La Fère.

## Demografía
| 543 | 500 | 447 | 459 | 485 | 431 |
| Para los censos de 1962 a 1999 la población legal corresponde a la población sin duplicidades (Fuente: INSEE [Consultar]) |     |     |     |     |     |